# Cheoljong de Joseon
Cheoljong de Joseon (25 de julio de 1831-16 de enero de 1864) fue el vigésimo quinto rey de la dinastía coreana de Joseon. Era un pariente lejano del Rey Yeongjo.

## Biografía

### Antecedentes
A principios del siglo XIX, el clan Andong Kim, que había proporcionado el estado de Joseon con varias reinas, había tomado el poder en casi todas partes de Corea. El estancamiento social que resultó fue un caldo de cultivo para los disturbios. La corrupción y la malversación del tesoro y su inevitable explotación fueron llevados a niveles extremos y alcanzaron proporciones asombrosas. Una rebelión tras otra fue acompañada por desastres naturales. De hecho, fue uno de los períodos más sombríos de la historia del país.
El único objetivo del clan Andong Kim era preservar su influencia. Su campaña feroz para dominar realmente la casa real había llevado a una situación en la que casi todos los representantes de la familia real huyeron de Seúl. Cuando la familia real produjo candidatos inteligentes y adecuados para la adhesión, fueron acusados de traición y ejecutados o enviados al exilio, por lo que cuando el rey Heonjong murió, sin dejar ningún hijo, no se pudo encontrar ningún candidato aceptable para suceder al trono.

### Reinado
Cheoljong ascendió al trono en 1849 a la edad de 19 años después de que el rey Heonjong muriera sin heredero. Como un pariente lejano del Rey Yeongjo, el 21.º rey de Joseon, Cheoljong fue seleccionado para ser adoptado por la Reina Viuda en ese momento y para permitirle ascender al trono. El futuro Cheoljong fue encontrado en la isla de Ganghwa, donde su familia había huido para esconderse de la opresión.
Cuando los enviados (enviados para buscar al futuro rey) llegaron a la isla de Ganghwa, descubrieron que el clan restante de los yi apenas sobrevivía en una pobreza miserable. En 1849, a la edad de 18 años, Yi Byeon / Seong (el futuro Cheoljong), el tercer hijo del príncipe Jeon-gye (bisnieto del rey Yeongjo), fue proclamado rey, en medio de evidente degradación y pobreza. Aunque desde el comienzo de la dinastía Joseon los reyes coreanos le habían dado la máxima prioridad a la educación de sus hijos, Cheoljong no pudo leer ni una sola palabra del aviso que le entregaba las felicitaciones por su ascenso al trono real.
Para Andong Kims, Cheoljong fue una excelente elección. Su analfabetismo lo hizo manipulable y vulnerable a su control. Prueba de ello es que a pesar de que Cheoljong gobernó el país durante 13 años, hasta sus últimos días aún no había aprendido a moverse con dignidad ni a vestirse con ropa real, de modo que incluso en las más lujosas de las túnicas todavía parecía un pescador.
Como parte de la manipulación de Cheoljong por Andong Kim, en 1851, el clan unió en matrimonio a Cheoljong con Kim Mun-geun, hija de un miembro del clan, conocida póstumamente como la Reina Cheorin.